# Lazar Mijušković

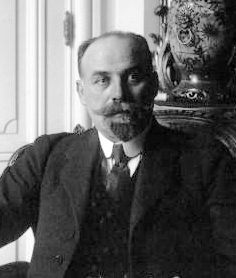
Lazar Mijušković (1916)

Lazar Mijušković (serbisch: Лазар Мијушковић; * 24. Dezember 1867 in Pješivci, Fürstentum Montenegro; † 29. September 1936 in Belgrad, Königreich Jugoslawien) war ein montenegrinischer Politiker der Wahren Volkspartei (Prava narodna stranka) und Diplomat, der unter anderem zwischen 1905 und 1906 Ministerpräsident des Fürstentums Montenegro sowie 1916 Ministerpräsident des Königreichs Montenegro war.

## Leben
Lazar Mijušković absolvierte ein Studium der Montanwissenschaften in Paris. Als Nachfolger von Nikola Đ. Matanović wurde er am 3. Juni 1903 Finanzminister im Kabinett von Ministerpräsident Božo Petrović-Njegoš und bekleidete dieses Amt bis zum 6. Dezember 1905, woraufhin Andrija Radović seine Nachfolge antrat. Am 29. Oktober 1905 gewährte Fürst Nikola dem Land eine Verfassung, wodurch das parlamentarische Leben begann.
Am 19. Dezember 1905 wurde er als Nachfolger von Božo Petrović-Njegoš selbst Ministerpräsident des Fürstentums Montenegro und bekleidete das Amt bis zu seiner Ablösung durch Marko Radulović am 24. November 1906. In seiner ersten Regierung Mijušković übernahm er zudem zwischen 1905 und 1906 das Amt als Außenminister. 1907 war er Gründungsvorsitzender der konservativen Wahren Volkspartei (Prava narodna stranka), der auch Politiker wie Jovan Plamenac, Sekula Drljević, Filip Jergović, Krsto Popović, Mitar Martinović und Milutin Vučinić angehörten.
Nachdem Mijušković zwischen 1913 und 1915 Botschafter im Königreich Serbien war, fungierte er im nunmehrigen Königreich Montenegro in der ersten Regierung von Ministerpräsident Milo Matanović zwischen 1915 und 1916 erneut als Außenminister. Am 2. Januar 1916 übernahm er von Milo Matanović selbst wieder das Amt des Ministerpräsidenten und bildete seine bis zum 12. Mai 1916 bestehende zweite Regierung Mijušković. Zuvor musste während des Ersten Weltkrieges am 16. Januar 1916 das mit dem Königreich Serbien verbündete Königreich Montenegro vor Österreich-Ungarn kapitulieren. König Nikola und die Regierung gingen daraufhin nach Frankreich ins Exil. Sein Nachfolger als Ministerpräsident wurde am 16. Mai 1916 Andrija Radović.
Am 26. November 1918 beschloss die Große Nationalversammlung in Podgorica die Vereinigung mit dem Königreich Serbien. Am 1. Dezember 1918 ging dadurch das bisher eigenständige Königreich Montenegro im Königreich der Serben, Kroaten und Slowenen auf. Er lebte daraufhin bis zu seinem Tode in Belgrad.

## Hintergrundliteratur
- John V. Da Graca: Heads of State and Government, S. 260, 1985, ISBN 978-1-34907-9-995 (Onlineversion)
- John D. Treadway: The Falcon and the Eagle. Montenegro and Austria-Hungary, 1908–1914, S. 18 u. a., 1998, ISBN 978-1-55753-1-469 (Onlineversion)
- Andrej Mitrović: Serbia’s Great War, 1914–1918, S. 90 u. a., 2007, ISBN 978-1-55753-4-767 (Onlineversion)
- F.H. Hinsley, Keith Wilson: Decisions For War, 1914, S. 76, 2016, ISBN 978-1-13421-3-108 (Onlineversion)
- Crna Gora i njemački rajh. dokumenti iz političkog arhiva službe inostranih poslova u Berlinu 1906–1914. 1910–1914, Band 2, S. 177, 2019, ISBN 978-3-73290-5-317(Onlineversion)
- Heiko Brendel: Lieber als Kacake als an Hunger sterben. Besatzung und Widerstand im k. u. k. Militärgeneralgouvernement in Montenegro (1916–1918), S. 87, 2019, ISBN 978-3-59351-0-354 (Onlineversion)
- The Routledge Handbook of Balkan and Southeast European History, 2020, ISBN 978-0-42987-6-691 (Onlineversion)